# Neal Walk
Neal Eugene Walk (né le 29 juillet 1948 à Cleveland, Ohio, et mort le 4 octobre 2015) est un joueur professionnel américain de basket-ball ayant notamment évolué en NBA au poste de pivot.

## Biographie
Après avoir passé sa carrière universitaire dans l'équipe des Gators de la Floride, il a été drafté en 2e position par les Suns de Phoenix lors de la Draft 1969 de la NBA.
Son numéro 41 a été retiré à son honneur par les Gators de la Floride. C'est encore aujourd'hui le seul joueur de basket-ball à avoir eu cette reconnaissance de la part de cette équipe universitaire.